# Ezoterija
Ezoterija (grč. ezotheo „nutarnji“) skup je učenja i znanja koja se bave proučavanjem zakonitosti vidljivih i nevidljivih svjetova. Taj pojam označava i tajni oblik religijskih učenja.
Ezoterizam označava sveukupnost ezoteričnih znanja i prakse shvaćenih poput jedinstvene cjeline, jedinstvene univerzalne Predaje, svuda i uvijek istovjetne usprkos različitosti obreda, doktrina i sl. što proizlazi iz različitosti mjesta, epoha i kultura. Ovu pretpostavku zastupaju okultisti (Papus) i tradicionalisti (Guénon).
Kad se govori o ezoteričnim doktrinama, o ezoteričnim učenjima i tako dalje, misli se na doktrine i učenja kojima je cilj da čovjeka dovedu do unutarnje duhovne i metafizičke spoznaje. Prema ezoteriji, istinska se spoznaja ne postiže znanstvenim istraživanjem, nego unutarnjim prosvjetljenjem i uvođenjem u tajni nauk.
Ezoteričnim doktrinama i učenjima pripada širok spektar disciplina i sustava mišljenja poput alkemije, antropozofije, astrologije, kabale, misticizma, okultizma, spiritizma, teozofije, kao i drugih hermetičnih tradicija u sklopu suvremene New Age doktrine.

## Etimologija i značenje
Izraz ezoterija nastao je od grčke riječi ἐσωτερικός (esôterikos), a označava izvanjski put u unutrašnjost ili općenito unutrašnjost. Pojam se, kao imenica, prvi put pojavio vjerojatno 1828. godine u djelu Historie critique du gnosticisme et de son influence francuskog autora Jacquesa Mattera.
U najširem smislu, ezoterija obuhvaća čitav niz duhovnih teorija i praksi, od astrologije, kabale, tarota i drugih oblika proricanja, magije, alkemije do New Agea, parapsihologije, masonstva, spiritizma, ufologije i joge. U užem smislu, ezoterija se može označiti kao učenje ili činjenice koje su skrivene od neupućenih ili kao pokušaj otkrivanja univerzalnih tajni i nevidljivih odnosa između zvijezda, kovina i biljaka.

## Povijesni razvoj ezoterije
Počeci klasične ezoterijske misli vezuju se uz aleksandrijski hermetizam, odnosno na djelomice uništena djela pisana grčkim jezikom početkom kršćanske ere. Sadržaj tih spisa je uglavnom astrološkog, kozmologijskog, alkemijskog i teurgijskog karaktera, a izdvaja se Corpus Hermeticum, napisan u 2. – 3. stoljeću. Osim, aleksandrijskog hermetizma, na razvitak ezoterije utjecali su i novopitagorizam, stoicizam te novoplatonizam preko svojih glavnih predstavnika Plotina (205. – 27.), Porfirija (273. – 305.), Jambliha i Prokla (412. – 485.), a u kasnijim stoljećima i kabala.
Kršćanska misao je također bila pod utjecajem ezoterije što se ogleda u djelima Klementa iz Aleksandrije (160. – 215.) i Origena (185. – 254.), a osobito razna gnostička vjerovanja čije su glavne teme apokalipsa i uzdizanje duše u nebeske sfere.
Tijekom srednjega vijeka glavni impulsi ezoterijske misli stizali su u Europu podsredstvom islamske znanosti i filozofije, osobito kroz djela, prijevode i tumačenja klasika antičke filozofije kod Avicene (980. – 1037.) i Averroesa (1126. – 1198.). U tom razdoblju pojavljuju se brojna magijska djela, poput Picatrixa, koji je bio preveden s arapskog jezika. U 12. stoljeću pojavljuje se alkemija, dotad nepoznata na europskom tlu. Veliki utjecaj na njen razvoj imala su dva djela, prevedena s arapskog na latinski, Turba Philosophorum i Summa pripisana Geberu (721. – 815.).
U razdoblju srednjeg vijeka procvjetala je i astrologija, a podsredstvom Židova, od vremena renesanse širi se i kabala. Još u 12. stoljeće sastavljen je u Provansi Sefer Jecira, a iza 1275. pojavljuje se u Španjolskoj temeljna knjiga kabale Sefer ha Zohar, čiju je kompilaciju najvjerojatnije sastavio Mojsije de Leon.
Za razdoblje renesanse karakteristično je naglo širenje ezoterijske misli i djela potaknuto osnivanjem platonske akademije u Firenci kojom je predsjedao talijanski filozof Marsilio Ficino (1433. – 1499.), koji je preveo Corpus Hermeticum. Istodobno, razvija se kršćanska kabala čije je temelje izgradio filozof Giovanni Pico della Mirandola (1463. – 1494.). U tom vremenu djeluju Jacques Lefevre d'Etaples (o. 1455. – 1536.) koji piše o magiji i kabali (De magia naturali), Johannes Reuchlin (1455. – 1522.) (De Verbo mirifico i De arte cabbalistica), Agrippa (1486. – 1535.) (De occulta philosophia) i Paracelsus (1493. – 1541.) (Volumen paramirum, Philosophia Sagax). Istaknuti predstavnik kršćanske kabale tog razdoblja bio je i Guillaume Postel (1510. – 1581.), koji je objavio komentirani prijevod Zohara i prvi latinski prijevod Sefera Jecire.
Početkom 17. stoljeća osnivaju se prva tajna društva, poput rozenkrojcera, a u 18. stoljeću utemeljeni su masoni u Engleskoj. Od 18. stoljeća razvija se teozofija čiji je najznačajniji predstavnik Emanuel Swedenborg (1688. – 1772.). Sredinom 19. stoljeća pojavljuje se suvremeni spiritizam, a novi zamah dobiva i okultizam kroz djelovanje francuskog okultista Eliphasa Lévija (1810. – 1875.).

## Razlike između ezoterije i okultizma
Budući da su oba pojma po definiciji i sadržajno bliska, teško ih je razlikovati. U širem smislu, svaki ezoterizam uključuje i okultizam, odnosno pojam ezoterija je sadržajno obuhvatniji. Mircea Eliade (1907. – 1986.) je vjerovao da su ezoterija i okultizam dvije grane istog stabla, dok drugi pobliže razlikuju ezoteriju kao teoriju, a okultizam kao praksu, iz čega izvode da je ezoterija više sustav i ideologija, a okultizam zbroj činjenica, umijeća i djelovanja.

## Tri vrste ezoterizma
Premda ezoterija obuhvaća širok raspon različitosti, moguće je definirati i oblikovati tri kategorije:
- Religijska ezoterija – obuhvaća tradicionalne forme ezoterije poput budizma, kabale i sufizma;
- Okultna ezoterija – sadrži šamanizam, gnosticizam, hermetizam, tantru te magijski i alkemijski taoizam;
- Filozofska ezoterija – odnosi se na novoplatonizam, teozofije i New Age.